# Крст милосрђа (Република Српска)
Крст милосрђа је орден установљен 1993. године системом одликовања Републике Српске дефинисаним Уставом Републике Српске у коме се каже: "ордени су јавно државно признање Републике Српске које се додјељује лицима или институцији за изузетне заслуге према држави."
Орден Крст милосрђа има један ред и додјељује се колективима и појединцима за нарочито истицање у пожртвовању и храбрости те њези рањеника и болесника за вријеме борбе. У миру се додјељује само за изузетна дјела.

## Одликовани
- Одлуком о одликовањима, од 4. јула 2008. године, председник РС Рајко Кузмановић одликовао је Смиљу и Милана Видовића, хуманисте који су донирали органе свога сина који је настрадао у саобраћајној несрећи — Орденом Крста милосрђа за посебне заслуге и истицање у испољавању хуманости и пожртвовања у изузетним ситуацијама спасавања људских живота.
- Године 1998. указом председника Републике Српске, Орденом Крста милосрђа одликован је Проф. др Младен Гороња, кардиолог, професор Медицинског факултета Универзитета у Бањој Луци.
- Љиљани Рикић, филантропу, Председници добротворне организације Удружење параплегичара, обољелих од дјечје парализе и осталих инвалидних лица Бијељина, је Орденом Крст милосрђа одликовао председник Републике Српске Милорад Додик на Видовдан 28. јуна 2012. у Бањој Луци.[2] Орден је Рикићевој додијељен „за посебне заслуге у организовању и спровођењу здравствене заштите, старању и њези обољелих од параплегије, дјечије парализе и осталих инвалидних лица“.[3]